# Strada statale 20 (Polonia)
La strada statale 20 (sigla DK 20, in polacco droga krajowa 20) è una strada statale polacca che attraversa il Paese da Stargard Szczeciński a Gdynia.